# Павлово (Квідзинський повіт)
Павлово (пол. Pawłowo, нім. Paulsdorf) — село в Польщі, у гміні Ґардея Квідзинського повіту Поморського воєводства.
Населення — 132 особи (2011).
У 1975-1998 роках село належало до Ельблонзького воєводства.

## Демографія
Демографічна структура станом на 31 березня 2011 року:
|          | Загалом | Допрацездатний вік | Працездатний вік | Постпрацездатний вік |
| -------- | ------- | ------------------ | ---------------- | -------------------- |
| Чоловіки | 73      | 25                 | 43               | 5                    |
| Жінки    | 59      | 16                 | 25               | 18                   |
| Разом    | 132     | 41                 | 68               | 23                   |